# Пурани
Пураните (санскрит: पुराण, purāṇa, „от древни времена“) са жанр на основни индуистки, джайнистки и будистки религиозни текстове, състоящи се основно от разкази за историята на света от неговото създаване, генеалогия на кралете, героите, мъдреците и полубоговете и описания на индуистката космология, философия и география .
Пураните възхваляват определен бог (богиня) в текста, при което се разглеждат множество философски и религиозни концепции и теми. Те обикновено са написани като разказване на история.